# SN 1954C
SN 1954C – supernowa typu II odkryta 4 października 1954 roku w galaktyce NGC 5879. W momencie odkrycia miała maksymalną jasność 14,90m.